# カナヤマグループ
カナヤマグループ（Kanayama Group）は、パチンコ店や飲食店の経営、競走馬の所有などを主たる事業とする日本の企業である。株式会社カナヤマホールディングス（Kanayama Holdings Co., Ltd.）は、2009年に設立されたカナヤマグループの持株会社。
代表者は金山 圭充（かなやま よしみつ）。会長は金山 政信（かなやま まさのぶ）。

## 沿革
- 1986年 - 宮崎県児湯郡高鍋町でレジャー事業を開始。
- 1995年 - ミキワールド株式会社、有限会社P.S.Pの2社を設立。
- 1996年 - 宮崎市丸山町に本社を移転。
- 1998年 - 組織変更に伴い、商号を「株式会社カナヤマ」に変更。またミキワールド株式会社の商号を「株式会社カナヤマフーズ」に変更。
- 2005年 - 福岡県福岡市に福岡オフィスを開設。
- 2006年 - 宮崎市新栄町に本社を移転。
- 2009年 - 株式会社Personを設立。また純粋持株会社の「株式会社カナヤマホールディングス」を設立。
- 2012年 - 組織変更に伴い、商号を株式会社OPUSに変更。
- 2016年 - 兵庫県南あわじ市に株式会社ヒイラギステーブルを設立。
- 2019年 - 株式会社Personの株式を譲渡。
- 2020年 - 組織変更に伴い、株式会社ヒイラギステーブルの商号を「株式会社フォレストヒル」に変更。また有限会社P.S.Pの商号を「有限会社ゴールドフード」に変更。

## 事業・経営店舗
2023年現在
競走馬事業
株式会社カナヤマホールディングス
競走馬預託事業
株式会社フォレストヒル
養鶏事業
株式会社カナヤマフーズ
- 菊池農場（熊本県菊池市）
- 小林農場（宮崎県小林市）

遊戯事業
株式会社OPUS
- OPUS高鍋店
- OPUS宮崎店
- OPUS三股店
- OPUS延岡店
- OPUS鹿屋店
- OPUS小松台店
- OPUS日南店

自動車事業
- カーマン三股店
- カーマン延岡店

飲食事業
有限会社ゴールドフード
- 宮崎鶏焼 とさか（宮崎市）

### 過去に存在した事業・店舗
託児事業（のちに事業譲渡）
- きっずぷれいす（宮崎市）

閉店した店舗
- OPUS国富店（遊戯事業）
- OPUS都城店（遊戯事業、三股店へ）
- OPUS八代店（遊戯事業）
- 焼き肉牛王（飲食事業）
- 宮崎鶏焼 とさか2号店（飲食事業）
- OPUS日向店（遊戯事業）

## 馬主活動と所有馬

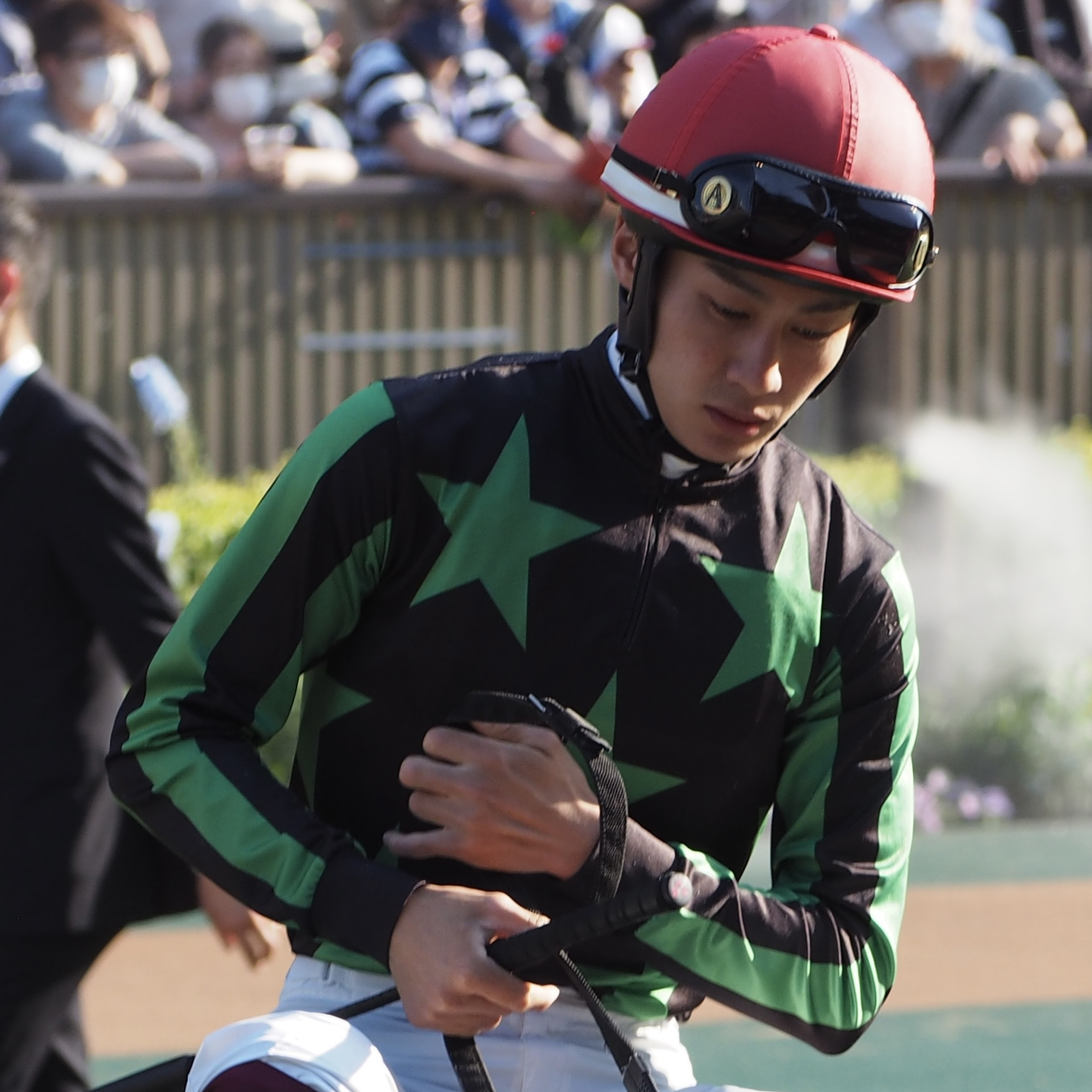
カナヤマホールディングスの勝負服を着用した富田暁

前述のように、競走馬事業を「株式会社カナヤマホールディングス」として展開。日本中央競馬会（JRA）および地方競馬全国協会（NAR）に登録する馬主として活動している。勝負服の柄は黒、緑星散、袖緑縦縞で、お笑いコンビ「ビタミンS」のお兄ちゃん（中野将幸）がデザインしたという。冠名は特に用いないが、人名を馬名に用いることが多い。
主な所有馬
- カシアス（2017年函館2歳ステークス）
- グレイル（2017年京都2歳ステークス）
- カツジ（2018年ニュージーランドトロフィー、2020年スワンステークス）
- グリム（2018年レパードステークス、白山大賞典、2019年名古屋大賞典、マーキュリーカップ、白山大賞典）
- シヴァージ（2021年シルクロードステークス）
- フィアットルクス（2021年ブリリアントカップ）
- ブラックランナー（2022年御厨人窟賞）
- ヘルシャフト（204年黒潮スプリンターズカップ、御厨人窟賞、トレノ賞、建依別賞）
- ペルアア（2023年マリーンカップ）[3]
- ファーンヒル（2025年習志野きらっとスプリント）

また、カナヤマホールディングス専務（2014年時点）の金山敏也も馬主であり、2024年・2025年のかしわ記念などを制したシャマルを所有している。

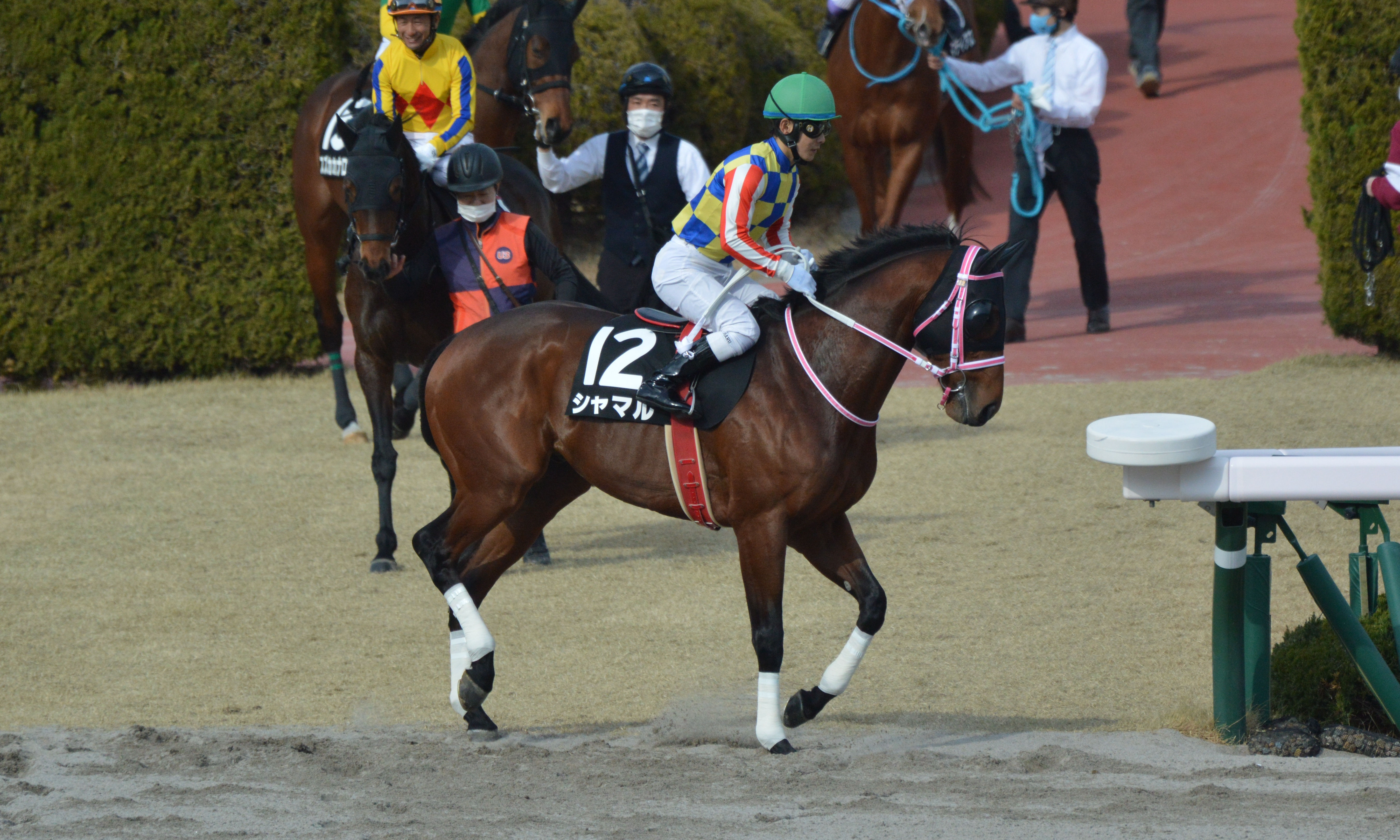
金山敏也の勝負服を着用した川須栄彦、騎乗馬シャマル